# Bugatti Type 49

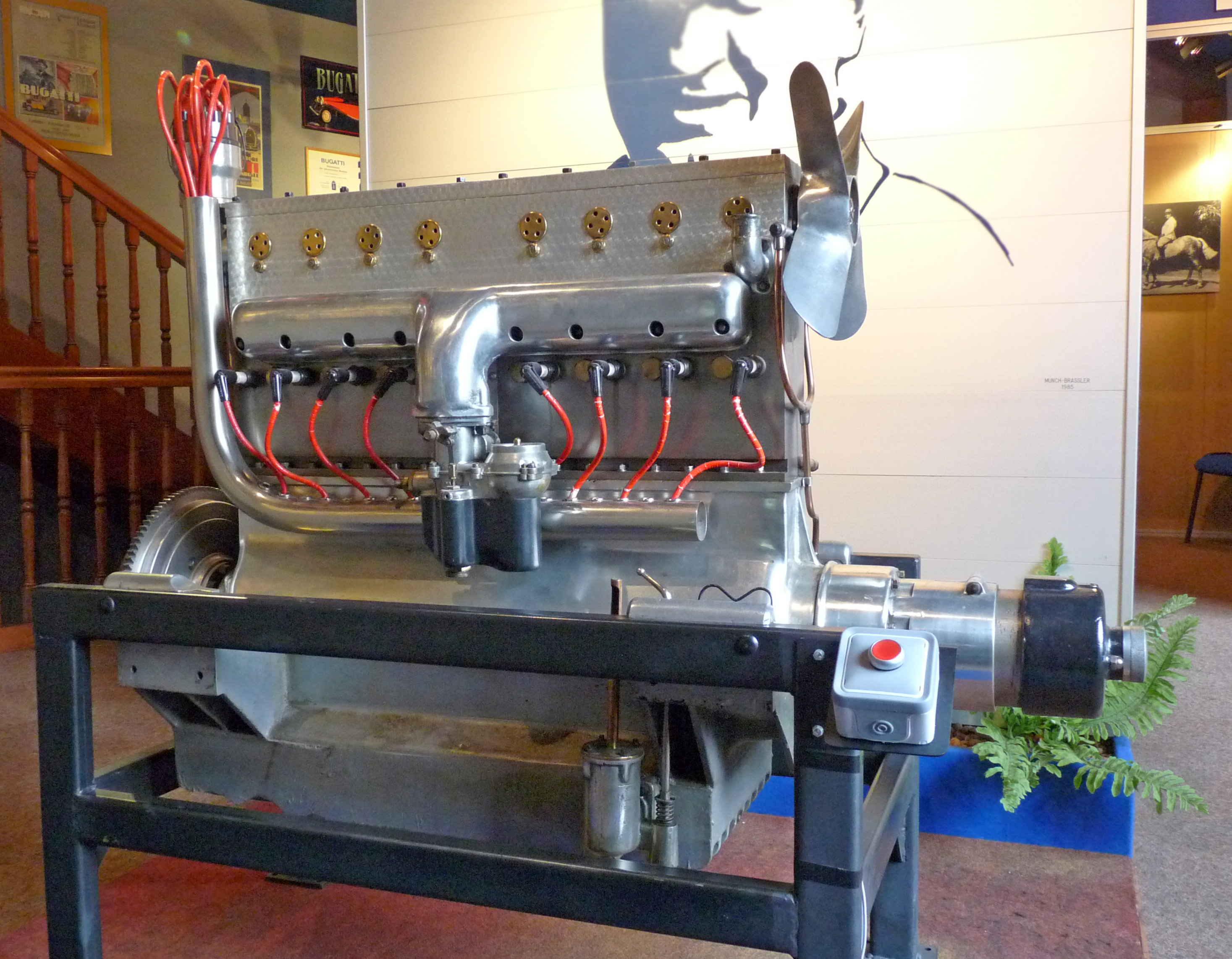
Motor

Der Bugatti Type 49 ist ein Pkw-Modell. Hersteller war Bugatti in Frankreich.

## Beschreibung
Das Modell erschien anlässlich des Pariser Autosalons im Oktober 1930 und löste den Type 44 ab. Es hat ebenfalls einen Achtzylinder-Reihenmotor, OHC-Ventilsteuerung sowie zwei Einlassventile und ein Auslassventil je Zylinder. Die erhöhte Bohrung von 72 mm und der Hub von 100 mm ergeben 3257 cm³ Hubraum. Die Kurbelwelle ist in neun Gleitlagern gelagert. Der Motor ist wassergekühlt und leistet je nach Quelle 85 PS, 90 PS oder 110 PS.
Der Motor ist vorne längs im Fahrgestell eingebaut. Er treibt über ein Vierganggetriebe und eine Kardanwelle die Hinterräder an. Der Radstand beträgt je nach Ausführung 3122 mm oder 3222 mm, die Spurweite 1250 mm. Die Karosserien sind zwischen 4100 mm und 4200 mm lang und zwischen 1440 mm und 1450 mm breit. Das reine Fahrgestell wiegt 1080 kg. Die Höchstgeschwindigkeit ist mit etwa 145 km/h angegeben. Das Leergewicht liegt bei etwa 1200 kg.
Bekannt sind Aufbauten als Limousine, Coupé, Cabriolet und Roadster. Mehrere Karosserien wurden durch externe Karosseriebauunternehmen gefertigt.
1933 kostete das Fahrgestell 11.000 Reichsmark.

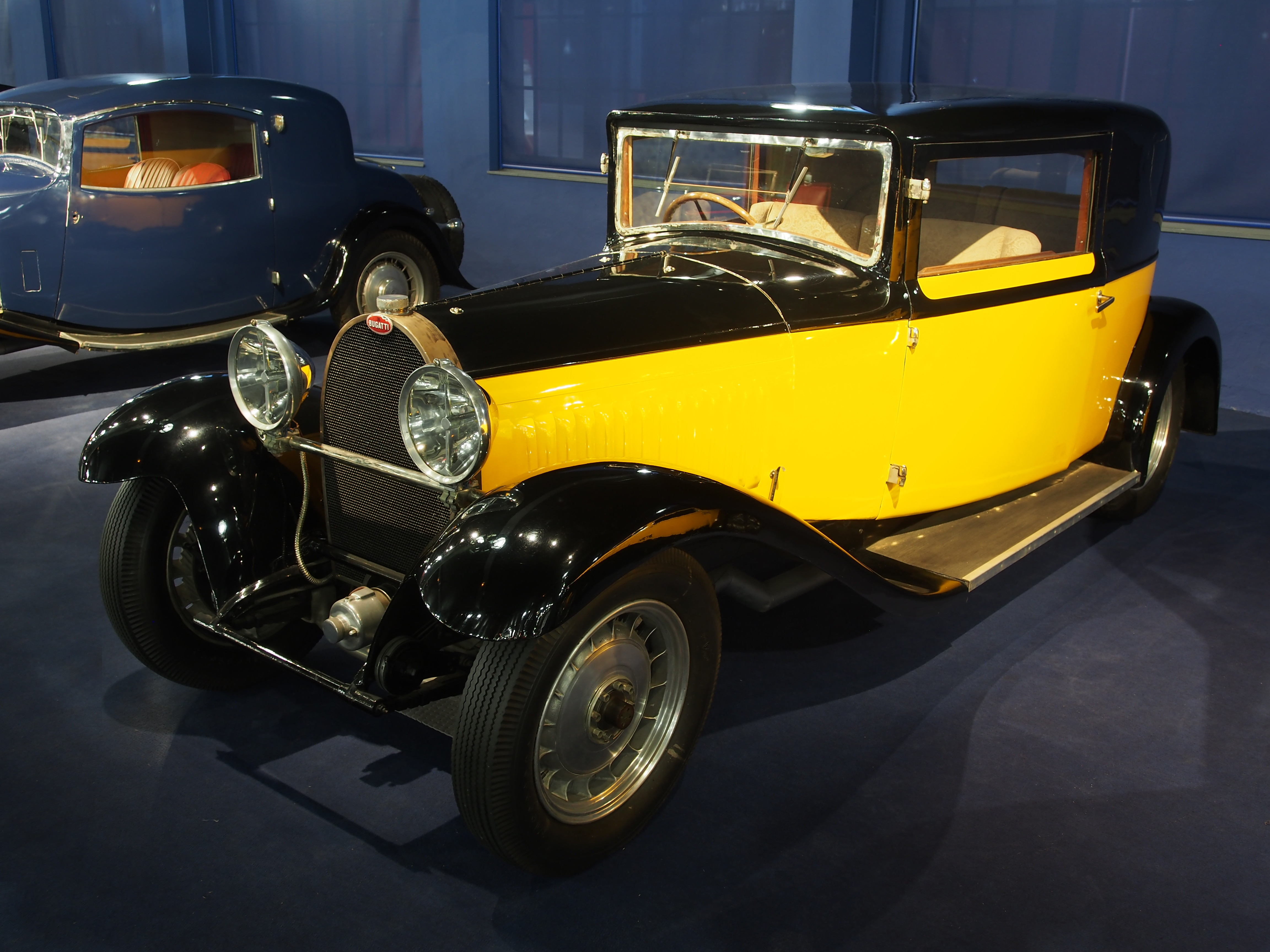
Als Coupé
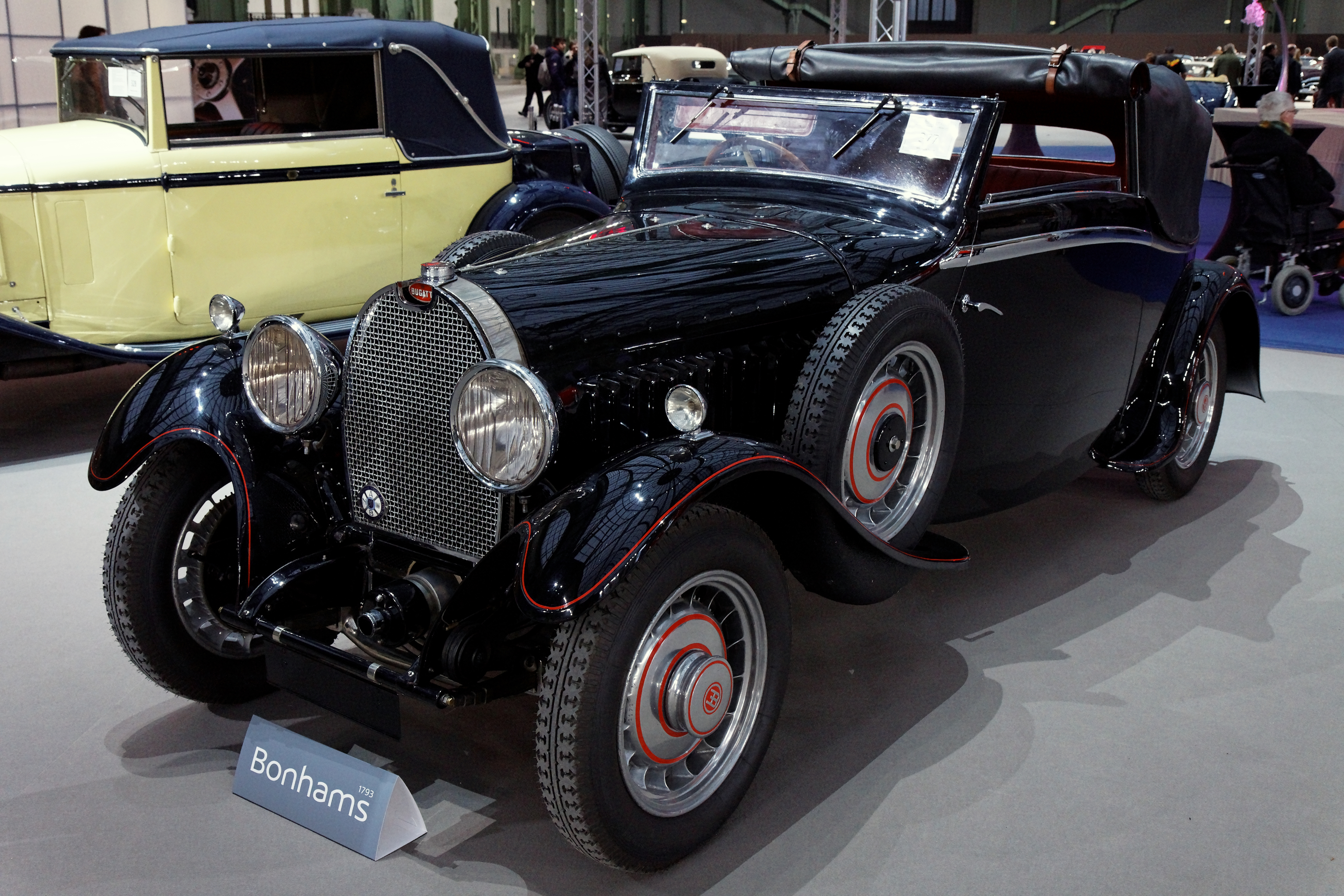
Als Cabriolet
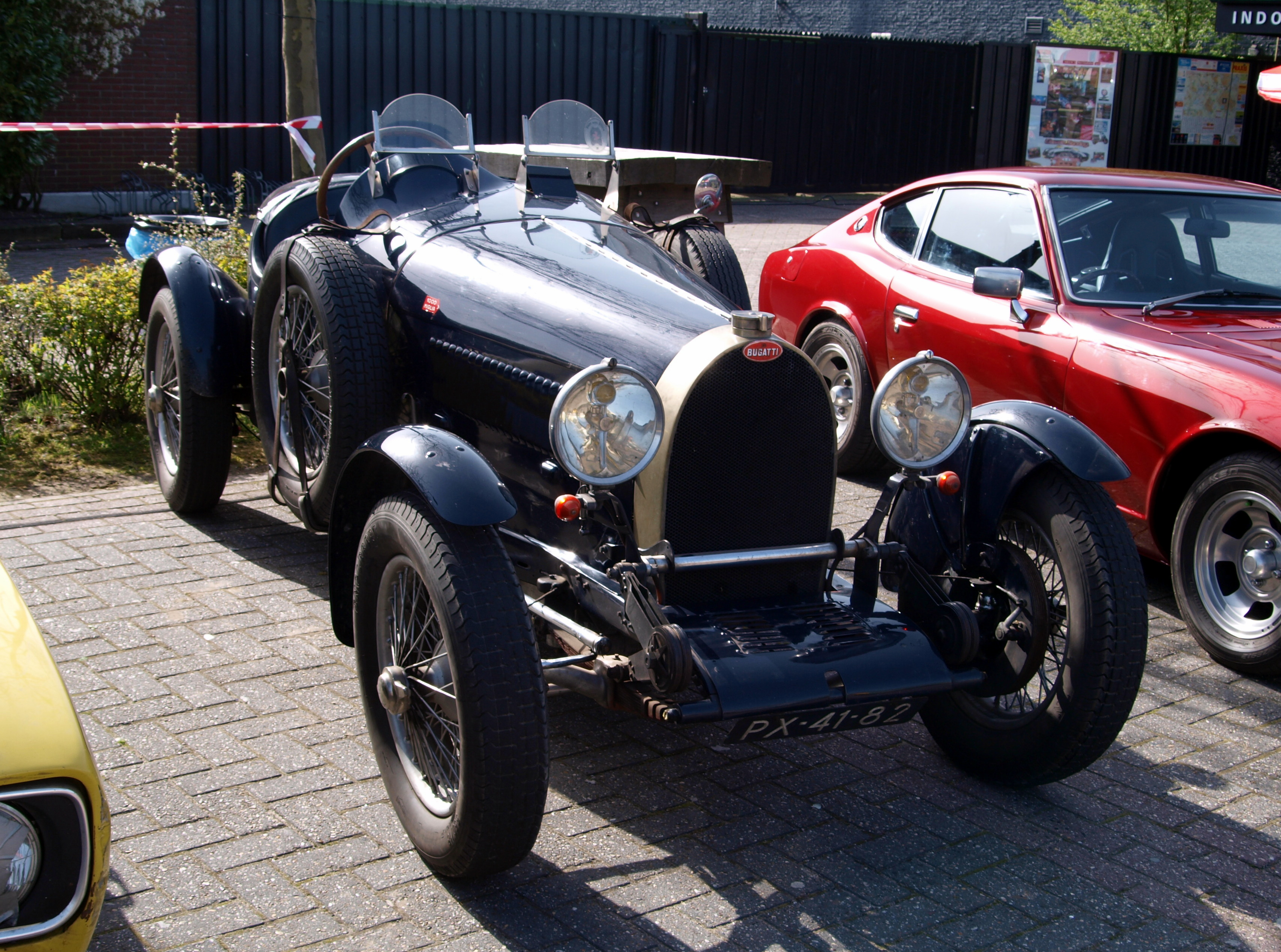
Als Roadster

## Bauzeit und Stückzahlen
Die Produktion lief von 1930 bis 1934. Nachfolger wurde der Type 57.
Mehrere Quellen geben an, dass 470 Fahrzeuge hergestellt wurden. Andere Quellen nennen 480 Fahrzeuge oder etwa 300 Fahrzeuge.
76 Fahrzeuge existieren noch.